# Revò
Revo település Olaszországban, Trento megyében. Lakosainak száma 1278 fő (2018. január 1.). Revò Cagnò, Cles, Lauregno, Rumo, Cloz, Romallo és Sanzeno községekkel határos.

## Népesség
A település népességének változása:

| 2017 | 1 265 |
| 2018 | 1 278 |